# Bolghera
Bolghera è un quartiere nella parte meridionale della città di Trento delimitato dalla sponda sinistra del torrente Fersina, da Via Vicenza e le sue laterali, dalla ferrovia della Valsugana e da Viale Verona; si trova  a nord del quartiere Clarina.
Assieme a Man, Clarina, Madonna Bianca, San Bartolomeo e Villazzano Tre, forma la circoscrizione amministrativa numero 10 di Oltrefersina del comune di Trento.

## Storia
Il toponimo è di origine incerta. Una tradizione popolare, ripresa da Gian Pacher, lo collega alla presenza di una prostituta di origine bulgara che pare abitasse nella zona a inizio Novecento. Secondo studiosi locali quali Giuseppe ed Aldo Gorfer il nome è invece legato ai bagolari, alberi che nel dialetto locale vengono per l'appunto chiamati "bolgheri".

## Monumenti e luoghi d'interesse
In questo quartiere sorge il Presidio Ospedaliero Santa Chiara di Trento, il più grande ospedale della città, nei cui pressi si trova la Chiesa dedicata a Sant'Antonio da Padova. Altri edifici di interesse sono il palazzo delle Dame di Sion, poi sede del liceo scientifico Galileo Galilei,  costruito nel 1906 su progetto dell'architetto Natale Tomasi, e nel parco di Mesiano, l'ex sanatorio progettato dall'ingegnere Guido Segalla durante il ventennio fascista, ristrutturato nel 1984 su disegno dell'architetto Giovanni Leo Salvotti de Bindis e divenuto sede del dipartimento di ingegneria. Nel parco urbano di Gocciadoro si trova la cappella di Sant'Adalberto, edificio neoromanico di fine Ottocento.
Il quartiere della Bolghera ha dato i natali a Mario Borzaga, dei Missionari Oblati di Maria Immacolata, morto martire in Laos nel maggio 1960, e ivi proclamato beato l'11 dicembre 2016. Alla sua memoria è stato titolato un ponte sul torrente Fersina, nei pressi della sua abitazione di origine. Una ampia superficie del quartiere è occupata del parco di Gocciadoro, riserva naturale e punto di ritrovo attrezzato per le famiglie e gli amanti dello sport.

## Sport
Presso il quartiere si tiene fin dal 1927 il giro della Bolghera, una corsa di ciclismo su strada nel mese di marzo.
In Bolghera è attivo dal 1979 il Gruppo Sportivo Bolghera che si propone per l'allenamento principalmente in tre sport: calcio, pallavolo e tennistavolo. Dal 2018 il settore della pallavolo ha assunto autonomia, prendendo il nome di Bolghera Volleyball. Dal 2023 anche il tennistavolo si è distaccato, andando a creare il Tennistavolo Trento Bolghera.
Nel quartiere si trova il Centro Sportivo Manazzon, con piscine e palestre e il citato Parco di Gocciadoro per il tracking.